# Escut de Rupià

Escut oficial de Rupià

L'escut oficial de Rupià té el següent blasonament:
Escut caironat semipartit i truncat: al 1r, d'or, una mata arrencada de sinople; al 2n, de sinople, una creu grega abscissa fletxada d'or; i al 3r, d'atzur, sis besants posats 2.2.2. Per timbre, una corona mural de poble.

## Història
Va ser aprovat el 10 de gener del 2005 i publicat al DOGC el 28 del mateix mes amb el número 4311.
La mata i la creu són senyals tradicionals de l'escut del poble, de significat dubtós. Els besants d'argent sobre camper d'atzur són les armes dels Rupià, senyors del castell ja el 1128, el qual fou venut al segle xiii al bisbe de Girona.